# Ópera de Santa Fe

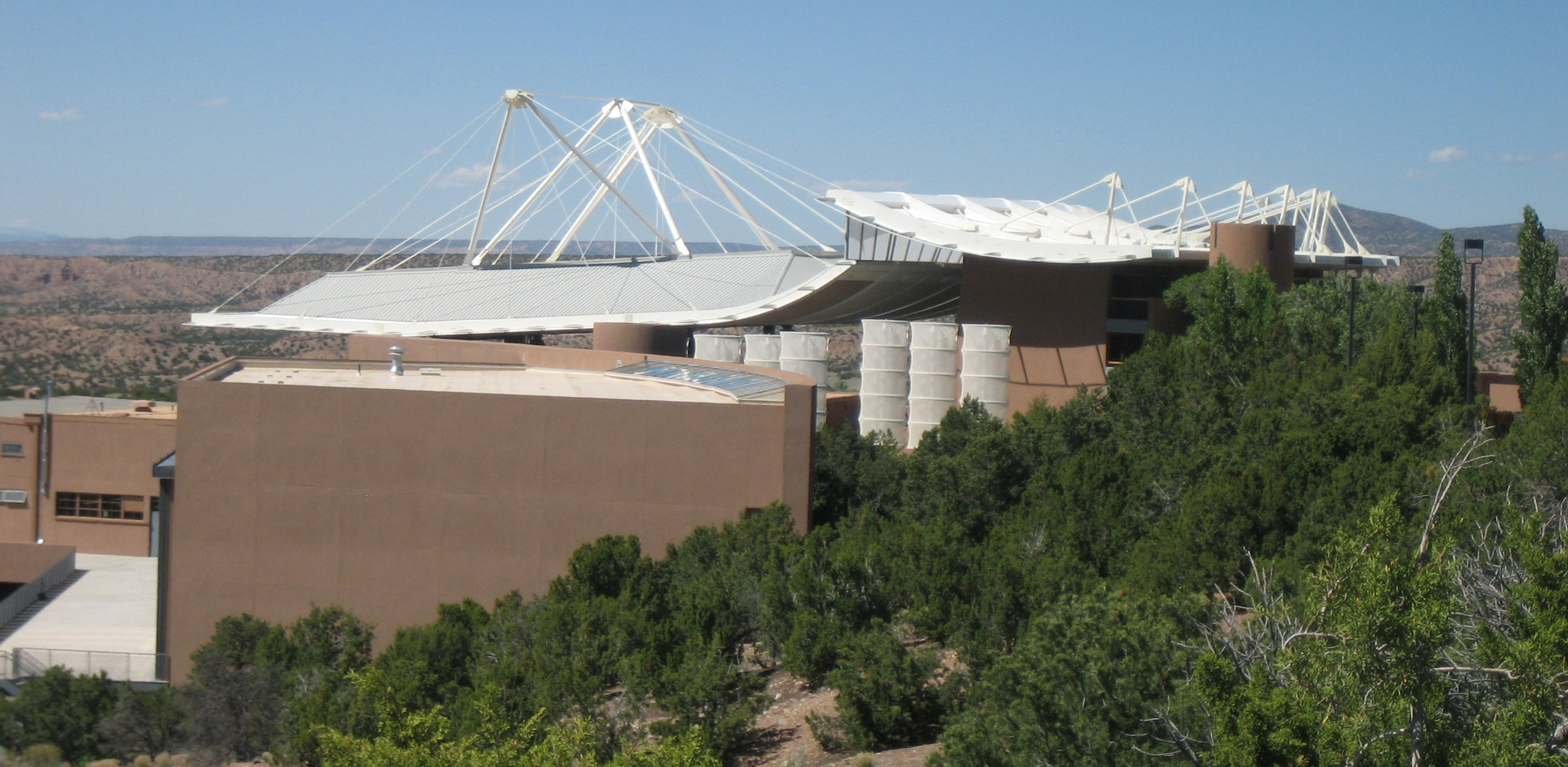
El techado del anfiteatro

La Ópera de Santa Fe (SFO) es la compañía de ópera de la ciudad de Santa Fe, Nuevo México, en Estados Unidos.

## El sitio
Localizada a 11 kilómetros de la ciudad, se levanta en pleno desierto de Nuevo México mirando hacia la Sierra de la Sangre de Cristo (parte de las Montañas Rocosas) en el predio del rancho que perteneciera al director John Crosby, fundador de la compañía en 1956 (nombre original Opera Association of New Mexico) con el fin de capacitar jóvenes cantantes estadounidenses en nuevos repertorios en una atmósfera relajada, con tiempo para ensayos y preparación. Las funciones comienzan a las 9 de la noche dando cabida a la audiencia a cenar en los alrededores y contemplar el atardecer en el teatro al aire libre
El compositor Igor Stravinsky fue uno de sus mayores impulsores, propiciando la residencia de músicos como importante adición a la compañía.

## La compañía (SFO)
La primera temporada fue en 1957, realizándose cada mes de julio y agosto durante el verano estadounidense. El Festival de Opera de Santa Fe se ha convertido en un clásico de la música estadounidense rivalizando con los festivales de Aspen, Festival de Tanglewood, Ravinia Festival y Glimmerglass y sus pares europeos de Spoleto, Glyndebourne y Aix-en-Provence.
Desde su fundación ha estrenado cuarenta óperas y encargado otras nueve. Cada temporada presenta cinco operas con un programa que consiste generalmente de una rareza o premier mundial, una de Mozart y otra de Richard Strauss, compositor del que se llevó a cabo varios estrenos estadounidense (por ejemplo, Daphne en 1964) y dos títulos más de compositores como Handel, Verdi, Puccini, Britten o Janacek.
Entre las obras estrenadas cabe mencionar The Tempest de Thomas Adès, Tea de Tan Dun, Adriana Mater de Kaija Saariaho, The Letter de Paul Moravec y Life is a dream de Lewis Spratlan basado en 
La vida es sueño de Calderón de la Barca en 2010

## El programa de aprendices
Creado en 1957, el programa de aprendices permite anualmente a ocho jóvenes cantantes una preparación completa que cubre todos los rubros escénicos hasta el momento han participado 1,500 aspirantes. Entre las figuras que han participado o debutado en un escenario (o debut estadounidense) se cuentan Judith Blegen (1961), Ashley Putnam (1973), Joyce DiDonato (1995), Susan Quittmeyer (1978), William Burden (1989-90), Richard Croft (1978), Chris Merritt (1974-75), Neil Shicoff (1973); Sherrill Milnes (1959); James Morris (1969) y Samuel Ramey (1966) además de los debuts de Frederica von Stade, Kiri Te Kanawa, Bryn Terfel y Thomas Hampson. El programa ofrece capacitación técnica a escenografos, diseñadores, iluminadores, productores, directores, etc

## La sede
Se han sucedido tres teatros edificados al aire libre en el predio, una meseta con vista al oeste, al desierto y las montañas Sangre de Cristo que posibilita espectaculares atardeceres y tormentas a la vista de la audiencia. Las representaciones comienzan al ocaso.
El primer teatro funcionó entre 1957 y 1967 con capacidad para 480 espectadores, inaugurado con Madama Butterfly de Puccini. 
El 27 de julio de 1967 un incendio destruyó el teatro. El nuevo teatro se abrió dos años más tarde, parcialmente techado le sucedió en 1998 otro muy mejorado, en tres niveles bautizado The Crosby Theater. 
En 1999 fue el segundo teatro de ópera estadounidense en utilizar subtitulado de ópera en cada asiento con capacidad para seis lenguajes.